# 원려기
원려기(Eugenia Yuan, 1976년 1월 22일 ~ )는 미국의 배우, 텔레비전 배우, 영화배우이다.
잉글우드에서 태어났다.

## 영화
- 와호장룡 - 운명의 검 (2016년) - 마법사 역
- 드러머 (2007년) - 세디의 어미니 역
- 디 아이 2 (2004년) - 귀신 역
- 쓰리 (2002년) - segment Going Home - 위의 아내 하얼 역